# Oskar Zwintscher
Oskar Zwintscher (Lipsia, 2 maggio 1870 – Dresda, 12 febbraio 1916) è stato un pittore e illustratore tedesco.

## Biografia
Oskar Zwintscher fece i suoi primi studi d'arte dal 1887 al 1890 presso l'Accademia di Lipsia, prima di iscriversi all'Accademia di belle arti di Dresda, dove fu allievo, in particolare, di Ferdinand Pauwels e di Leon Pohle.
Terminati i corsi iniziò la sua attività di libero professionista a Meißen, dove abitò per qualche anno nel castello di Albrechtsburg potendo beneficiare della borsa di studio del lascito Munkeltsche, che permetteva agli artisti sassoni di lavorare liberamente per tre anni. Espose le sue prime opere nel 1898 e vinse un primo premio, messo in palio da Ludwig Stollwerck e assegnato da una giuria composta dai professori Emil Doepler, Woldemar Friedrich, Bruno Schmitz e Franz Skarbina di Berlino, con un rappresentante della Casa Stollwerck. Quello stesso anno presentò anche la sua serie Le stagioni e, nel 1900, la serie de Il temporale.  Nel 1904 ricevette un altro premio per le sue illustrazioni del cioccolato della marca Stollwerck.
Le illustrazioni di Zwintscher restano nella tradizione di Holbein o di Cranach. Esse non hanno niente di soggettivo e si adeguano allo spirito realista dei vecchi maestri. Nella pittura il giovane Zwintscher subì l'influenza di Ludwig Richter, di Moritz von Schwind e di Arnold Böcklin. Fu grande amico del pittore e scultore Sascha Schneider. Quest'ultimo realizzerà la scultura posta sulla sua tomba.
Nel 1904 Zwintscher fu nominato professore nell'Accademia di belle arti di Dresda. Oggi gli si rimprovera la sua ferma opposizione all'impressionismo, tanto che un suo contemporaneo lo descrive come «un buon sassone, autentico figlio del Medio Evo, ma anche asociale ed eccentrico».
Oskar Zwintscher morì nel 1916 a 46 anni e fu sepolto nel cimitero di Loschwitz a Dresda.

## Opere
(selezione)
- Die schlechte Nachricht (1891)
- Schwere Stunden (1893)

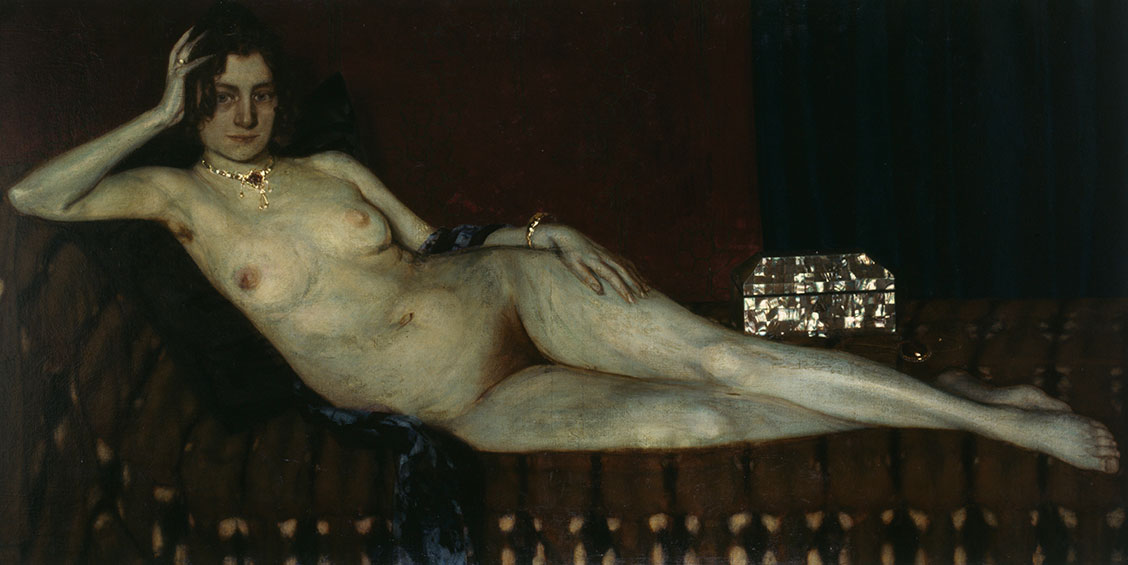
Oro e madreperla

- Ein Gespenst des Jahrhunderts (1898)
- Sehnsucht (1895)
- Gram (1898)
- Bildnis Clara Rilke-Westhoff (1902)
- Bildnis Heinrich Vogeler (1902)

- Melodie (1903)
- Pieta (1906)
- Oberbürgermeister Beutler (1910)
- Frau Apel (1912)
- Lenzfreude (1915)

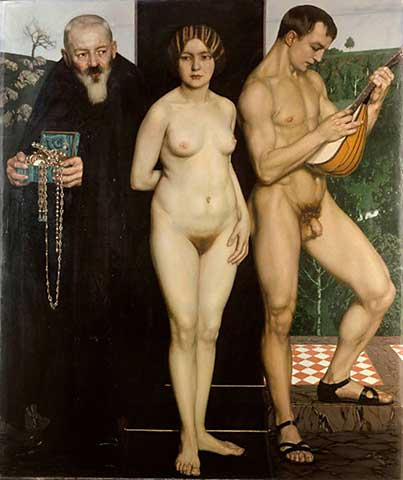
Tra il gioiello e il canto

- Bildnis des Schriftstellers Ottomar Enking
- Bildnisse seiner Frau
- Bildnis in Blumen (1904)
- Bildnis mit grünschwarzen Kacheln (1906)
- Gold und Perlmutter (1909)
- Bildnis im Sommergarten (1910)
- Bildnisse von anderen Frauen und Kinderbildnisse
- Bildnis mit Narzissen
- Bildnis mit weißen Astern
- Bildnis mit gelben Narzissen
- Bildnis mit Georginen
- Kinderbildnis mit Stiefmütterchen
- Kind mit Rosen

## Galleria d'immagini

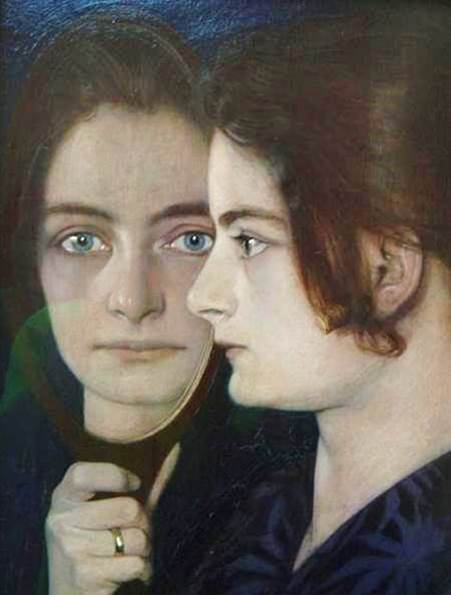
Lo specchio

Ritratti

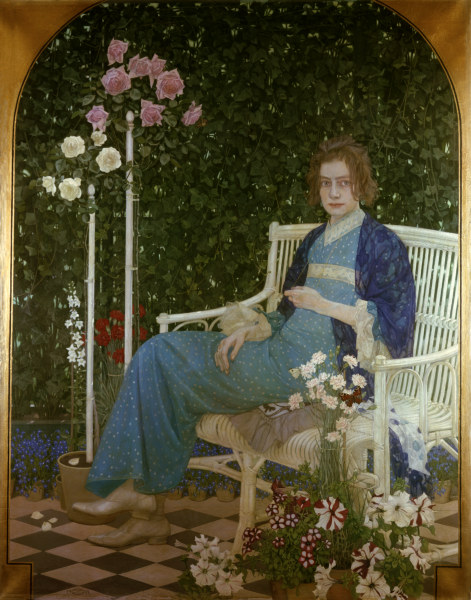
Adele
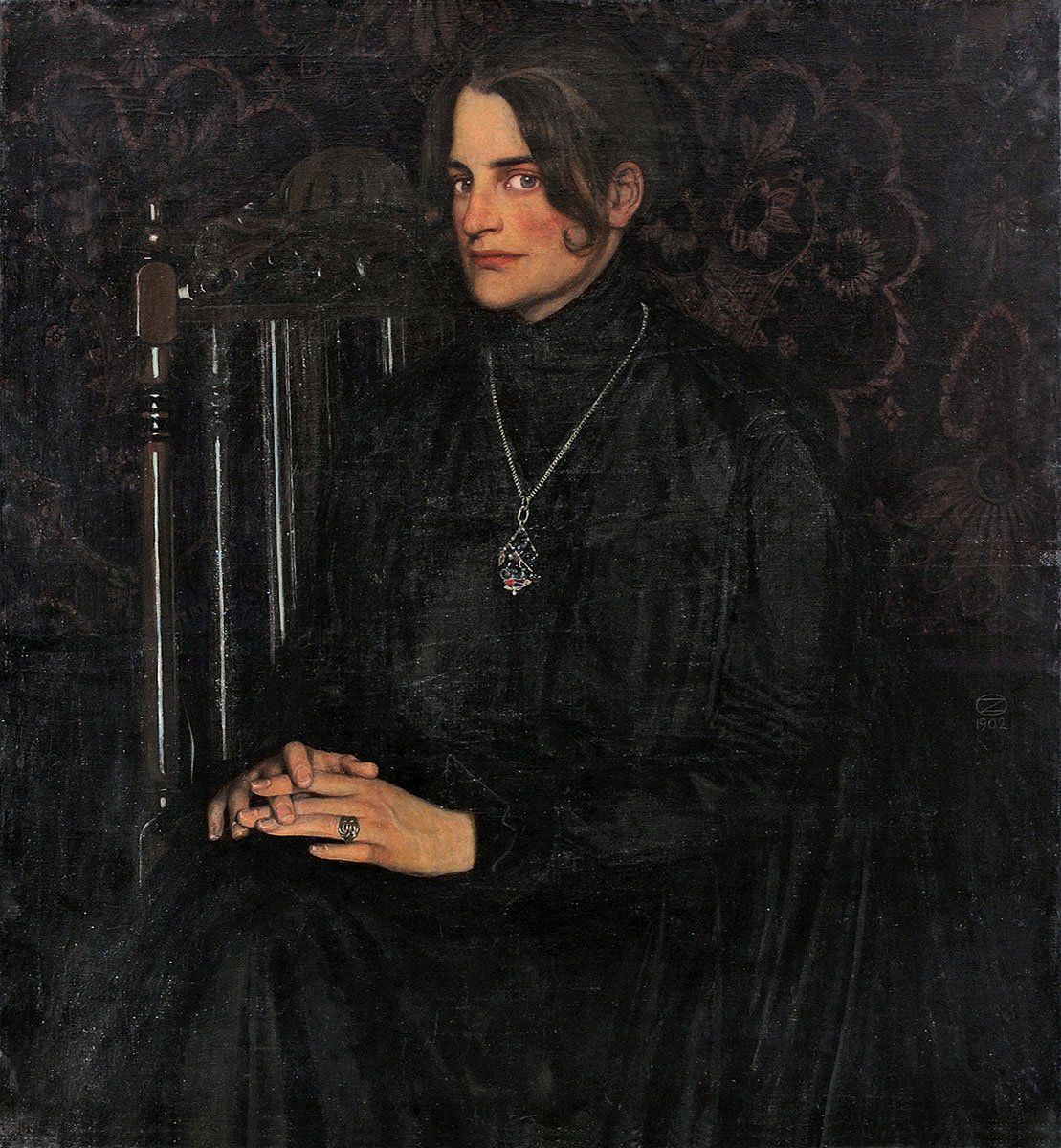
Clara Rilke Westhoff
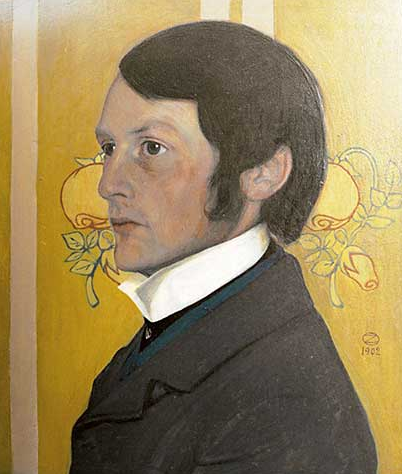
Heinrich Vogeler
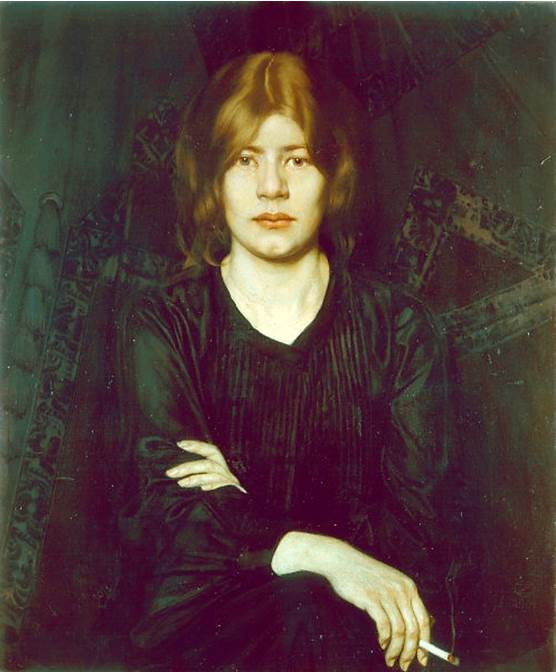
La sigaretta

Allegorie

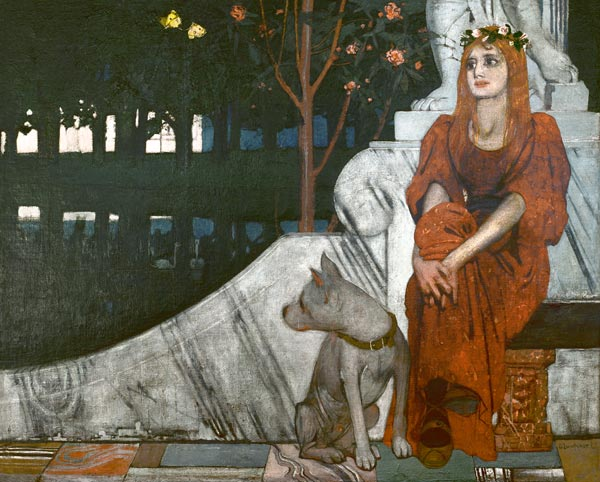
Nostalgia
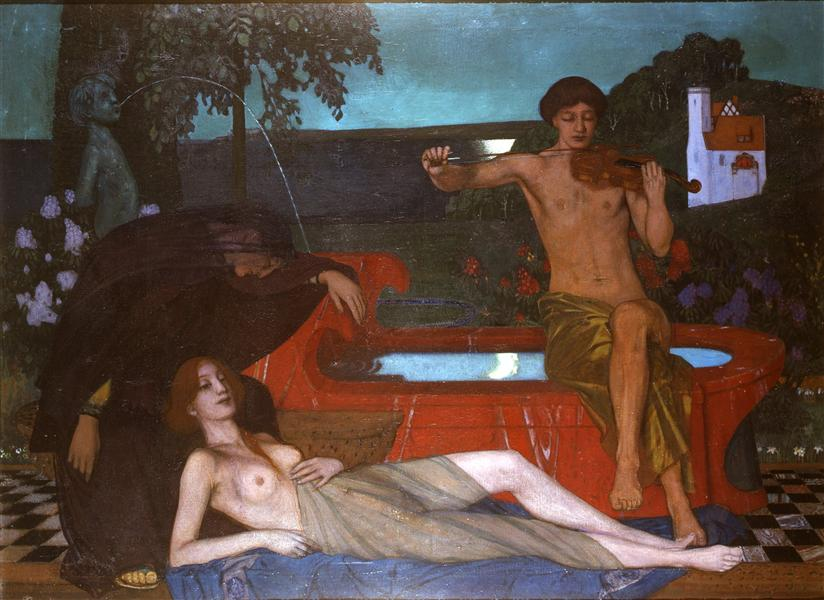
La melodia
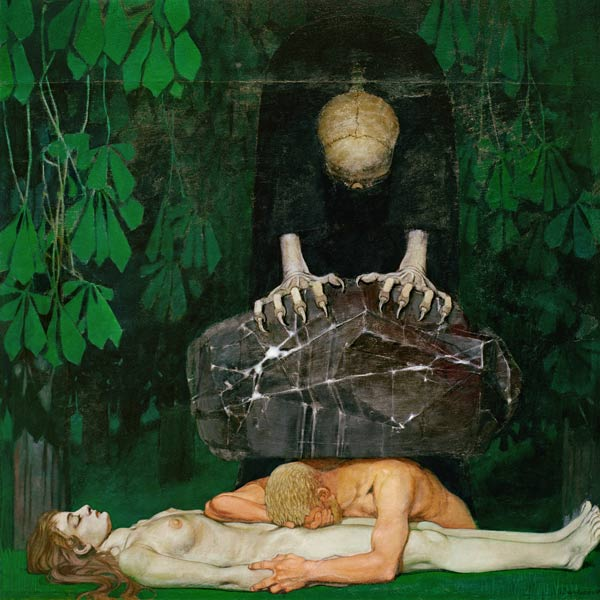
Il dolore
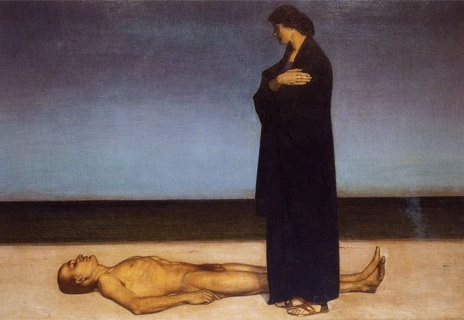
La morte

Lo specchio
- Lo specchio